# Warcraft
Warcraft је назив серијала видео игара и књига под истоименом наслову, чији је издавач Близард.
Игрице под овим насловом су:
- (1994)
- (1995)
  -  (1996) (продужена верзија)
- (2002)
  -  (2003) (продужена верзија)
- (2004)
  -  (2006) (продужена верзија)
  -  (2008) (продужена верзија)
  -  (2010) (продужена верзија)
  -  (2012) (продужена верзија)
  -  (2014) (продужена верзија)

Друго:
- (отказано)
- (први филм базиран на игрици)